# インディラ・ガンディー国際空港
インディラ・ガンディー国際空港（ヒンディー語: इंदिरा गांधी अंतरराष्ट्रीय हवाई अड्डा, 英語: Indira Gandhi International Airport）は、インド共和国の首都デリーにある国際空港。

## 概要

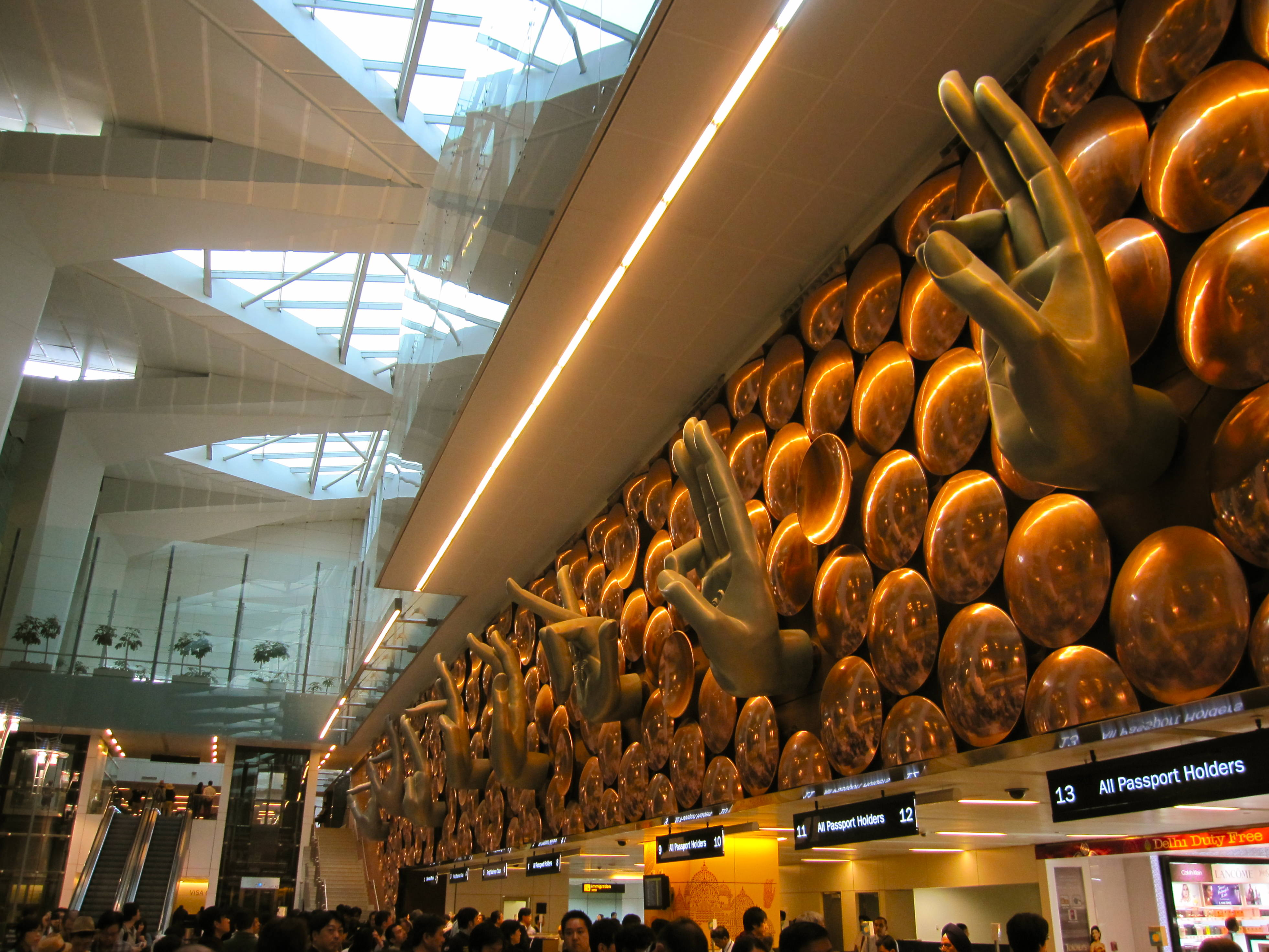
入国審査前の手のひらのオブジェ

空港の名称はインディラ・ガンディー元首相に由来する。Indira Gandhi International Airport を略して、IGI Airport または IGIA と表記されることもある。旧名はパーラム国際空港（Palam International Airport）。エア・インディアのハブ空港である。
空港内にはレストランやバーなども数多く、航空会社や利用クラスに関わらず有料で利用できるラウンジ（Plaza Premium Lounge）も設けられている。
国際空港評議会（ACI）によれば、2022年の空港利用客数（国際・国内線の合計延べ数）は、前年比60.2％増の5,949万人で、アジア地域内で最も利用客数が多い空港となった。世界全体では第9位（前年第13位）。インド空港評議会の統計によると、2022年のデリー国際空港利用客のうち、約77％（4,581万7,503人）が国内線、約23％（1,367万2,571人）が国際線を利用した。
同空港への一極集中の緩和策として、ニューデリー郊外の南東部で新しいノイダ国際空港の建設が進められている。デリー首都圏の2番目の国際空港として、2024年以降に予定されている開業時の旅客取扱能力は年間1,200万人となる見込み。

## ターミナル

### ターミナル1（国内線）
国内線専用ターミナルとして機能していたが、ターミナル3の開業により、多くの航空会社が移転した。現在拡張工事が行われており、年間利用者数を現在の1,800万人から3,000万人へ引き上げる計画となっている。
ターミナル1C
国内線到着専用ターミナル
ターミナル1D
- IndiGoの一部
- スパイスジェットの一部

### ターミナル2（国内線）
ターミナル3の開業により一時閉鎖されていたが、ターミナル1の拡張工事に伴い、2017年10月29日より再び利用されている。GoAirの全便、IndiGoの一部、スパイスジェットの一部が発着する。

### ターミナル3（国際線・国内線）
2010年7月14日開業。搭乗ゲートは78か所。すべての国際線が発着するほか、エア・インディア、Alliance Air、エアアジアの国内線も発着する。
- エア・インディア
  - エア・インディア・エクスプレス
- スパイスジェットの国際線
- アメリカン航空
- エアアジア X
- エールフランス
- フィンエアー
- ブリティッシュ・エアウェイズ
- ビーマン・バングラデシュ航空
- 中国国際航空
- 中国東方航空
- 中国南方航空
- 山東航空
- ヘリオス航空
- チャイナエアライン
- ユナイテッド航空
- キャセイパシフィック航空
- エミレーツ航空
- エチオピア航空
- エティハド航空
- アリアナ・アフガン航空
- エア・アラビア
- ガルフ・エア
- ウズベキスタン航空
- 日本航空
- 全日本空輸
- ロイヤルブータン航空
- エア・アスタナ
- KLMオランダ航空
- クウェート航空
- ルフトハンザドイツ航空
- スイス インターナショナル エアラインズ
- マレーシア航空
- モーリシャス航空
- オーストリア航空
- アシアナ航空
- パキスタン国際航空
- フィリピン航空
- w:Pamir Airways
- キルギスタン航空
- カタール航空
- ネパール航空
- ロイヤル・ヨルダン航空
- カーム航空
- シンガポール航空
- アエロフロート・ロシア航空
- バシキール航空
- サウディア
- トルクメニスタン航空
- タイ国際航空
- ターキッシュ エアラインズ
- スリランカ航空
- ヴァージン・アトランティック航空
- マーハーン航空
- オマーン・エア
- GMG航空

### ターミナル4、ターミナル5（国際線）
将来的には全ての国際線がこの2つのターミナルに移転し、ターミナル3は国内線専用にする構想である。

## 就航都市

### アジア
国内線
- インド : アーグラ、アーメダバード、アムリトサル、アウランガバード、バッグドグラ、バンガロール、ボーパール、ブバネーシュワル、チャンディーガル、チェンナイ、コーヤンブットゥール、ガヤ、ゴア、グワーハーティー、ハイデラバード、インパール、インドール、ジャバルプル、ジャンムー、ジョードプル、カジュラーホー、コーチ、コルカタ、コーリコード、レー、ラクナウ、ムンバイ、ナーグプル、パトナ、ポートブレア、プネー、ラーイプル、ラーンチー、シュリーナガル、スーラト、ティルヴァナンタプラム、ティルパティ、ウダイプル、ヴァドーダラー、ヴァーラーナシー、ヴィジャヤワーダ、ヴィシャーカパトナム、マドゥライ、アイゾール、アムリトサル、ブジ、チャンディーガル、デラドゥン、マンガロール、アガルタラ

南アジア
- パキスタン : イスラマバード、カラチ、ラホール
- バングラデシュ : ダッカ
- ネパール : カトマンズ
- ブータン : パロ
- スリランカ : コロンボ

東アジア
- 日本 : 東京/羽田
- 台湾 : 台北/桃園
- 韓国 : ソウル/仁川
- 中国 : 北京、上海/浦東、広州、昆明、青島、成都
- 香港

東南アジア
- タイ : バンコク
- マレーシア : クアラルンプール
- シンガポール
- ミャンマー : ヤンゴン

中央アジア
- カザフスタン : アルマトイ、アスタナ
- キルギス : ビシュケク
- ウズベキスタン : タシュケント
- タジキスタン : ドゥシャンベ
- トルクメニスタン : アシガバート

中東
- アラブ首長国連邦 : ドバイ、シャールジャ
- バーレーン
- クウェート : クウェート
- サウジアラビア : リヤド、ダンマーム、ジェッダ、マディーナ
- オマーン : マスカット
- イラク : バグダード、バスラ
- アフガニスタン : カーブル、カンダハール
- イラン : テヘラン、マシュハド
- トルコ : イスタンブール/アタテュルク

### ヨーロッパ
- オランダ : アムステルダム
- フランス : パリ
- イギリス : ロンドン/ヒースロー、バーミンガム
- ドイツ : フランクフルト、ミュンヘン
- オーストリア : ウィーン
- スイス : チューリッヒ
- イタリア : ローマ、ミラノ
- スペイン : マドリード
- フィンランド : ヘルシンキ
- スウェーデン : ストックホルム
- デンマーク : コペンハーゲン
- ロシア : モスクワ/シェレメーチエヴォ

### アフリカ
- エチオピア : アディスアベバ
- モーリシャス : ポートルイス

### 北米
- アメリカ合衆国 : ワシントンD.C.、シカゴ、ニューヨーク/ジョン・F・ケネディ、ニューアーク、サンフランシスコ
- カナダ : トロント、バンクーバー（季節運航）

### オセアニア
- オーストラリア : シドニー、メルボルン

## 空港アクセス
- 鉄道　
  - ターミナル1　デリー・メトロ　マゼンタライン
  - ターミナル2・3　デリー・メトロ　エアポートエクスプレス
- プリペイド・タクシー
- ツーリスト・タクシー
- バス　20分間隔、24時間運行。
- 市バス　780番

## 事故
- ニューデリー空中衝突事故